# 아카니시 진
아카니시 진(일본어: 赤西仁, 1984년 7월 4일 ~ )은 일본의 가수 겸 배우이며 남성 아이돌 그룹 KAT-TUN의 전 멤버이다. 전 아내는 배우 쿠로키 메이사(2023년 12월 이혼). 현 소속사는 Go Good Records이다. 동생은 가수인 아카니시 레오이다.
2014년 7월 4일부터 공식 웹사이트 및 팬클럽을 설립하고 활동을 재개하고 있다.

### 솔로 활동
- 2010년 11월 7일부터 시카고, 샌프란시스코, 휴스턴, LA, 뉴욕의 미국 5개 도시를 도는 투어 "Yellow Gold Tour 3010"를 개최, 총 1만 5,000명을 동원했다. 12월 9일, 워너뮤직 재팬과 계약하고 2011년 봄에 전미 데뷔하는 것을 발표.
- 2011년 1월 14일부터 일본 개선 공연 "Yellow Gold Tour 3011"를 개최. 또한 개선 공연 도중, 제이슨 데룰로와 코라보 미국 데뷔 싱글을 발매하는 것이 발표되었다.
- 3월 2일 첫 솔로 싱글 <Eternal>로 솔로 데뷔를 하였고, 발매 첫 주 21만 7000장이 팔려 오리콘 차트 첫 등장 1위를 기록했다. 또한 키아누 리브스의 주연 영화 《47RONIN》의 오디션에 합격하며, 2012년 12월 할리우드 데뷔가 결정되었다.

5월 4일 콘서트 투어 <YELLOW GOLD TOUR 3011> DVD 발매.
- 11월 8일, 전미 데뷔 싱글 <TEST DRIVE featuring JASON DERULO>가 iTunes Store 댄스 차트 1위를 기록했다. 또한 12월 7일, 이 곡을 수록한 일본판 미니 앨범을 발매.
  - 12월 28일 일본판 두 번째 싱글 <Seasons>를 발매.
- 2012년 3월 7일, 첫 솔로 앨범 <JAPONICANA>을 한국·일본·미국 동시 발매.
- 2013년 8월 7일, 일본판 세 번째 싱글 <HEY WHAT'S UP?>를 발매.
- 2013년 9월 25일 콘서트 투어 <JIN AKANISHI JAPONICANA TOUR 2012 IN USA> DVD 발매.
- 2013년 10월 2일, 일본판 네 번째 싱글 <アイナルホウエ>를 발매.
- 2014년 4월 2일, 콘서트 투어 <JIN AKANISHI'S CLUB CIRCUIT TOUR> DVD 발매.
- 2014년 8월 6일, 일본판 다섯 번째 싱글 <GOOD TIME>를 발매.
- 2014년 11월 12일 미니음반 <MI AMOR>를 발매.
- 2015년 6월 24일 음반 <ME>를 발매.
- 2015년 8월 12일 콘서트 투어 <JIN AKANISHI "JINDEPENDENCE" TOUR 2014> DVD 발매.
- 2015년 11월 18일 콘서트 투어 <JIN AKANISHI LIVE TOUR 2015 ~ME~> DVD 발매.

### 쟈니즈 사무소 퇴소
2014년 2월 28일, 쟈니즈 사무소와 아카니시와의 사이에서, 계약 종료시 재계약은 하지 않는 것으로 합의. 동 일자로 쟈니즈 사무소를 퇴사 한 것이 다음날 3월 1일 동사무소의 측면에서 분명히 했다. 퇴사에 이르기까지의 경위는 공개되지 않았지만, 여러 보도에서 활동의 방향성을 둘러싼 차이가 요인으로 지적되고 있다.
아카니시가 속한 레이블의 워너 뮤직 재팬은 2014년 4월 2일에 발매하는 라이브 비디오 외에 신작 발표 예정은 없고, 향후 계약에 대해서도 미정으로 했다. 또한 퇴사가 보도 된 2014년 3월 2일, 아카니시 자신도 페이스북 및 트위터에서 소속사의 퇴사를 보고했다. 이 보고에서 어린 시절부터 꿈꿔 왔던 해외 활동에 더욱 주력하고 싶다는 의사를 표명했다.

### 독자 레이블 설립
2014년 7월 4일 (본인의 30번째 생일), "HAPPY JINDEPENDENCE DAY"라는 슬로건을 걸고 공식 웹사이트 오픈과 함께 독자 레이블 설립을 발표했다. 또한 이날, 팬클럽 <JIP's>도 발족했다. 2016년 9월 21일, 배우 야마다 타카유키와 유닛 JINTAKA를 결성, 싱글 Choo Choo SHITAIN로 CD 데뷔했다.

## 음반 목록

### 싱글
- BANDAGE (2009년 11월 25일) - LANDS로 표기

### 앨범
- Olympos (2010년 1월 13일) - LANDS로 표기

### 참가 작품
- care (《Break the Records -by you & for you-》 M-7)
- LOVEJUICE (《DON'T U EVER STOP》 초회한정반2 M-2)
- Helpless Night (《BEST of CRYSTAL KAY》 초회한정반Disk3 M-4)
- A Page (《Love yourself ~네가 싫어하는 네가 좋아~》 초회한정반2 M-3)

### 오리지널 솔로곡
- QUELLER (《DREAM BOYS》 삽입곡)
- WONDER ('Jin Akanishi feat. Crystal Kay'로 표기)
- Paparats (작곡 : 카네코 노부아키)
- Hey Girl (작곡 : 니시키도 료)
- PINKY
- Hesitate
- ムラサキ (ムラサキ 무라사키[*])
- ha-ha
- Eternal
- Christmas Morning
- Keep it up
- I.N.P
- Adjust the love
- My MP3
- RESET
- BASS GO BOOM
- Yellow Gold
- Tipsy Love
- BODY TALK
- Oo wah
- The Fifth Season
- Seasons
- TEST DRIVE
- SUN BURNS DOWN

### 영상 작품
- Yellow Gold Tour 3011 (2011년 5월 4일)
- JIN AKANISHI JAPONICANA TOUR 2012 IN USA~ 전미 투어 다큐멘터리~ (2013년 9월 25일)
- Jin Akanishi's Club Circuit Tour (2014년 4월 2일)

## 출연 작품

### 영화
- BANDAGE (2010년 1월 16일) - 타카스기 나츠 역
- 47 로닌 (2013년 12월 25일, 헐리우드 영화) - 오오이시 치카라 역

### 텔레비전 드라마
- 뽀이! (1999년 5월 - 6월, NTV) - 무라타 역
- 베스트 프렌즈 (1999년 10월 - 12월, TV 아사히) - 시부타니 료타 역
- 나들이 옷, 여기가 최고 (2000년 3월 - 6월, NHK) - 아이하라 야마토 역
- 태양은 지지 않는다 제6화 (2000년 4월 - 6월, 후지 TV) - 소년 역
- 너의 유키치가 울고 있어 (2001년 1월 - 3월, TV 아사히) - 이노우에 나오토 역
- 크리스마스 따윈 정말 싫어 (2004년 12월, NTV) - 키타가와 쇼 역
- 고쿠센2 (2005년 1월 - 3월, NTV) - 야부키 하야토 역
- anego (2005년 4월 - 6월, NTV) - 쿠로사와 아키히코 역
- anego~SP~ (2005년 12월 28일, NTV) - 쿠로사와 아키히코 역
- 유한 클럽 (2007년 10월 - 12월, NTV) - 쇼치쿠바이 미로쿠 역
- 대발후 (大泼猴, 2018년, 안후이 위성 텔레비전) - 양전 역

## 인터넷 드라마
- 한밤중의 택시 2 (午夜计程车, Midnight Taxi 2) (2015년 12월 25일)

### 라디오
- KAT-TUN 스타일 (2007년 10월 1일 - 2008년 3월 28일, NBS)
- 제33회 라디오 봉사 뮤직송 (2007년 12월 24일 - 25일, NBS)
- LANDS의 올나잇 닛폰~영화 BANDAGE 스페셜~ (2010년 1월 15일, NBS)

### 더빙
- 스피드 레이서 (2008년 7월 5일) - 스피드 레이서 역

### 광고
- ROHTO セセラ(나카마루 유이치와 함께)
- 에프티 자생당 시브리즈 (2001년)
- 롯데 소우 (2001년)
- 닌텐도 댄스 댄스 레볼루션 with 마리오 (2005년 7월)
- 오츠카제약 오로나민C 〈내가 만약 교장 선생님이라면〉편 (2005년 7월)
- 롯데 플러스X (2003년 - 2009년)
- 로토 제약
  - 워터립 세세라 (2006년)
  - OXY (2006년 - 2009년)
- NTT 도코모
  - FOMA 902i시리즈 〈라면〉편 (2005년)
  - FOMA 902i시리즈 〈지갑 핸드폰〉편 (2006년)
  - new 9시리즈 〈움직이는 계산대〉편 (2006년)
  - FOMA 903i시리즈 〈MUSIC〉편 (2006년)
  - 기업광고 〈상냥한 미래〉편 (2008년)
- 엠티아이 데코토모★DX
  - ○○은 디럭스? 〈붉은 뺨〉편 (2009년)
  - ○○은 디럭스? 〈완전 친구〉편 (2010년)

### 콘서트
- Star Live 友&仁(You&Jin) (2010년 2월 7일 - 28일, 닛세이극장)
- 友&仁(You&Jin) in U.S.A. (2010년 6월 19일 - 20일, Club Nokia)
- We'll be together with you! (전미투어 F.C.한정 장생회) (2010년 10월 3일 - 4일, Zepp Tokyo)
- YELLOW GOLD TOUR 3010 (2010년 11월 7일 - 21일)
- YELLOW GOLD TOUR 3010 아카니시 진 전미투어 개선 라이브 3011 (2011년 1월 14일 - 16일, 사이타마 슈퍼 아레나)
- JAPONICANA 전미투어 (2012년 3월 9일 - 17일)
- Jin Akanishi's Club Circuit 2013 (2013년 11월 12일 ‐ 12월19일, STUDIO COAST, Zepp Fukuoka, Zepp Sapporo, Zepp Nagoya, Zepp Namba）
- JINDEPENDENCE TOUR 2014 (2014년 11월 11일 - 12월 20일)
- JIN AKANISHI LIVE TOUR2015~Me~ (2015년 7월 3일 - 8월 23일, 추가 공연 8월 30일, 월 5일, 9월 11일 재추가 공연 9월 25일, 스패셜 공연 9월 24일, 재추가 공연 9월 29일)

### 이벤트
- 아카니시 진 전미 투어 팬클럽 장행회! We 'll be together with you! (2010년 10월 3일 - 4일, Zepp Tokyo)
- Test Drive J to Us (2012년 1월 7일, 요코하마 아레나)
- 아카니시 진 스페셜 이벤트 (2013년 8월 22일 - 23일, Zepp Namba, STUDIO COAST)

### 뮤지컬
- MILLENNIUM SHOCK (2000년 11월, 제국극장)
- SHOW劇 SHOCK (2001년 12월 - 2002년 1월, 제국극장)
- SHOW劇 SHOCK (2002년 6월, 제국극장)
- ANOTHER (2002년 8월) 게스트 출연
- SHOCK ~is Real Shock~ (2003년 1월 - 2월, 제국극장)
- DREAM BOYS 칸쟈니∞ vs KAT-TUN (2006년 4월 - 5월, 제국극장)